# گریگور شیلتیان
گریگور شیلتیان (ارمنی: Գրիգոր Շիլտյան؛ انگلیسی: Gregorio Sciltian؛ ۲۰ اوت ۱۹۰۰ – ۱ آوریل ۱۹۸۵) نقاش، طراح، medallist ارمنی‌تبار اهل ایتالیا بود. شیلتیان به‌خاطر ترکیب‌های پرتره و فریب چشمهایش شناخته شده است.

## زندگی‌نامه
وی در ۲۰ اوت ۱۹۰۰ در ناخیجوان-نا-دونو به دنیا آمد. پس از اتمام تحصیلات دبیرستانی در مسکو وی در سنت پترزبورگ در آکادمی امپریال هنرادامه تحصیل داد. پس از انقلاب اکتبر موقتاً در تفلیس اقامت گزید سپس در آکادمی و موزه هنرهای زیبای وین تحصیل نمود. از سال ۱۹۲۳ تا ۱۹۲۷ در رم زندگی می‌کرد. وی در سال ۱۹۲۵ در دوسالانه رم و در سال ۱۹۲۶ در دوسالانه ونیز شرکت نمود. سپس در پاریس و میلان زندگی نمود   وی در ۱ آوریل ۱۹۸۵ در سن ۸۴ سالگی در رم درگذشت.